# Valentine Arrieta
Valentine Arrieta (* 29. April 1990) ist eine Schweizer Leichtathletin. Sie ist spezialisiert auf den Sprint, sowohl auf Flachstrecken wie auch Hürdenlauf. Sie wurde zum Schweizer Leichtathletik-Youngster des Jahres 2006 und zur Westschweizer Nachwuchssportlerin 2007 gewählt.
Mit nur 16 Jahren vertrat sie beim Erstliga-Europacup 2006 in Prag die Schweiz im 200-Meter-Lauf als Jüngste des Teams, 2007 verbesserte sie über die gleiche Distanz den Schweizer U18-Rekord und holte die Silbermedaille beim Europäischen Olympischen Jugendfestival. 2008 verbesserte sie zusammen mit Marisa Lavanchy, Jacqueline Gasser und Grace Muamba den Schweizer Juniorinnenrekord der 4-mal-100-Meter-Staffel auf 45,41 s.
Nach zwei Jahren, in denen Arrieta weniger in Erscheinung getreten war, konnte sie sich 2011 im 400-Meter-Hürdenlauf für die Universiade und für die U23-Europameisterschaften qualifizieren, wo sie den Final erreichte. Zudem lief sie mit der 4-mal-100-Meter-Staffel einen neuen U23 Schweizer Rekord.
Arrieta wohnt im Kanton Neuenburg und startet für den CEP Cortaillod.

## Erfolge
- 2006: Schweizer Meisterin Juniorinnen 200-Meter-Lauf; Schweizer Hallenmeisterin 200-Meter-Lauf; 21. Rang Juniorenweltmeisterschaften 200-Meter-Lauf; 5. Rang Erstliga-Europacup 200-Meter-Lauf
- 2007: Silbermedaille Europäisches Olympisches Sommer-Jugendfestival 200-Meter-Lauf; Goldmedaille Europäisches Olympisches Jugendfestival 4 × 100 m Staffel; 2. Rang Zweitliga-Europacup 200-Meter-Lauf
- 2011: 7. Rang U23-Leichtathletik-Europameisterschaften 400-Meter-Hürdenlauf; Schweizer Meisterin 400-Meter-Hürdenlauf

## Persönliche Bestleistungen
- 200-Meter-Lauf: 23,76 s, 26. Mai 2007 in Bern, Schweizer U18-Rekord und Saisonbestleistung 2007
- 200-Meter-Lauf (Halle): 24,25 s, 11. Februar 2007 in Magglingen, Schweizer Juniorenrekord
- 100-Meter-Lauf: 11,88 s, 23. Juni 2006 in Zenica
- 400-Meter-Hürdenlauf: 57,37 s, 18. Juni 2011 in Izmir
- 300-Meter-Lauf: 38,68vs, 5. Mai 2007 in Lausanne
- 100-Meter-Hürdenlauf: 14,35 s, 1. Juli 2006 in Hochdorf LU
- 300-Meter-Hürdenlauf: 41,72 s, 12. Mai 2007 in Basel